# اوبا: آخرین سامورایی
اوبا: آخرین سامورایی (به ژاپنی: 太平洋の奇跡 –フォックスと呼ばれた男 – Taiheiyō no kiseki ؛Fokkusu to yobareta otoko) معجزه در اقیانوس آرام، مردی که روباه نامیده می‌شد، فیلمی در ژانر جنگی به کارگردانی هیده‌یوکی هیرایاما است که در سال ۲۰۱۱ اکران شد.

## بازیگران
- یوتاکا تاکه‌نوچی
- مائو اینوئه
- تاکایوکی یامادا
- توموکو ناکاجیما
- یوشی‌نوری اوکادا
- سادائو آبه
- دانیل بالدوین
- تریت ویلیامز
- توشیاکی کاراساوا